# 娱乐通
北京娱乐通科技发展有限公司（Beijing Entertainment All Technology Co.,Ltd，简称娱乐通或北京娱乐通，网络谑称“YLT”）成立于2003年8月，其前身是日本HODO公司在中国的分公司SOFTOP CO.,LTD，后脱离日资成为中國独资企业。主要业务为游戏研发与代理、手机增值业务的研发和代理，现已停业。
中国大陆的日系单机计算机游戏在北京新天地退出游戏市场后就基本全部由娱乐通代理。除此之外娱乐通亦涉足一些欧美游戏，自身也有原创单机游戏作品。娱乐通擅长移植，经常把其它非PC平台（目前已知有PS2、PSP平台）的游戏（主要为恋爱冒险游戏）移植到PC上发行。
2009年以来，随着娱乐通的主要游戏提供商日本Falcom将研发方向转向了目前在中国大陆无法合法存在的PlayStation Portable平台，娱乐通同时加强了自主研发与多平台移植的研究。
2010年左右，部分员工（包括曾负责娱乐通与日本Falcom沟通的一位职员）辞职跳槽至北京欢乐百世科技有限公司，此后所有日本Falcom在PlayStation Portable平台上制作发行的新作的Windows版的移植權及發行權均被该公司接手。
2011年以来，再无新游戏发行。2011年7月8日成立“51GAMES单机游戏运营平台”。现官方网站已无法打开。

## 主要代理作品
- 秋之回忆系列（Duet、#5：中断的胶片、4：從今以後again、6～T-wave～）
- 英雄傳說VI「空之軌跡」系列
- 伊苏：起源
- 古墓丽影系列（古墓丽影：传奇、古墓丽影：十周年纪念版）
- 盟军敢死队：打击力量
- 冠军足球经理2006
- 双星物语2
- 水之魔石
- 落银城
- 夏梦夜话

## 主要游戏提供商
- 日本Falcom
- 工画堂
- KID/5pb.
- GAINAX

## 自主开发作品
- 红楼梦（2009年）
- 新绝代双娇之鱼戏江湖（2009年）
- 虚拟人生4：快乐星猫（2009年）
- 红楼梦：林黛玉与北静王（2010年）
- 天下无缺（2010年）
- 蓝色警戒4（2010年）

## 代理问题
早期的翻译质量为人所诟病，《英雄传说VI：空之轨迹SC》汉化质量低劣，3次发布补丁才解决大部分问题；由于使用了反盗版程序，《英雄传说VI：空之轨迹3rd》简体中文初版占用内存空间竟比日文版多一倍之多，後来也通过补丁解决问题。
发行的《秋之回忆6》没有包含人物语音，娱乐通官方解释称没有买到语音的版权，并在论坛上提供程序让购买正版的用户自己从《秋之回忆6》PS2版本的盗版光盘镜像提取语音和转换为PC版能识别的格式。